# Stare Miasto (Varmie-Mazurie)
Pour les articles homonymes, voir Stare Miasto.
Stare Miasto est un village polonais de la voïvodie de Varmie-Mazurie, dans le powiat d'Ostróda.